# Zielony batalion
Zielony batalion (arab. ‏الكتيبة الخضراء‎, al-Katiba al-Khadra) – organizacja dżihadystyczna aktywna podczas syryjskiej wojny domowej. Założona w 2013 przez saudyjskich weteranów wojny w Iraku i wojny w Afganistanie, grupa walczyła u boku Dżabhat an-Nusra oraz Państwa Islamskiego Iraku i Lewantu (ISIS) przeciwko siłom prezydenta Assada i pozostawała neutralną i niezależną grupą w sporach ISIS z innymi grupami rebeliantów.
25 lipca 2014 roku grupa ogłosiła, że zostanie częścią Dżabhat Ansar ad-Din. W połowie października 2014 Zielony Batalion ogłosił swoją lojalność wobec Dżajsz al-Muhadżirin wa-al-Ansar. 